# Georg Ferdinand Duckwitz
Georg Ferdinand Duckwitz (ur. 29 września 1904 w Bremie, zm. 16 lutego 1973) – niemiecki dyplomata pełniący funkcję attaché w okupowanej przez III Rzeszę Danii.
Podczas II wojny światowej powiadomił on Duńczyków o planowanej przez Niemców deportacji ludności żydowskiej oraz zorganizował ich ewakuację do Szwecji w 1943.
Po wojnie pozostał w niemieckiej służbie dyplomatycznej odpowiadając m.in. za wynegocjowanie układu między Polską Rzecząpospolitą Ludową a Republiką Federalną Niemiec o podstawach normalizacji ich wzajemnych stosunków z 7 grudnia 1970.
21 marca 1971 r. Jad Waszem nadał mu tytuł Sprawiedliwego wśród Narodów Świata.